# Ring Road

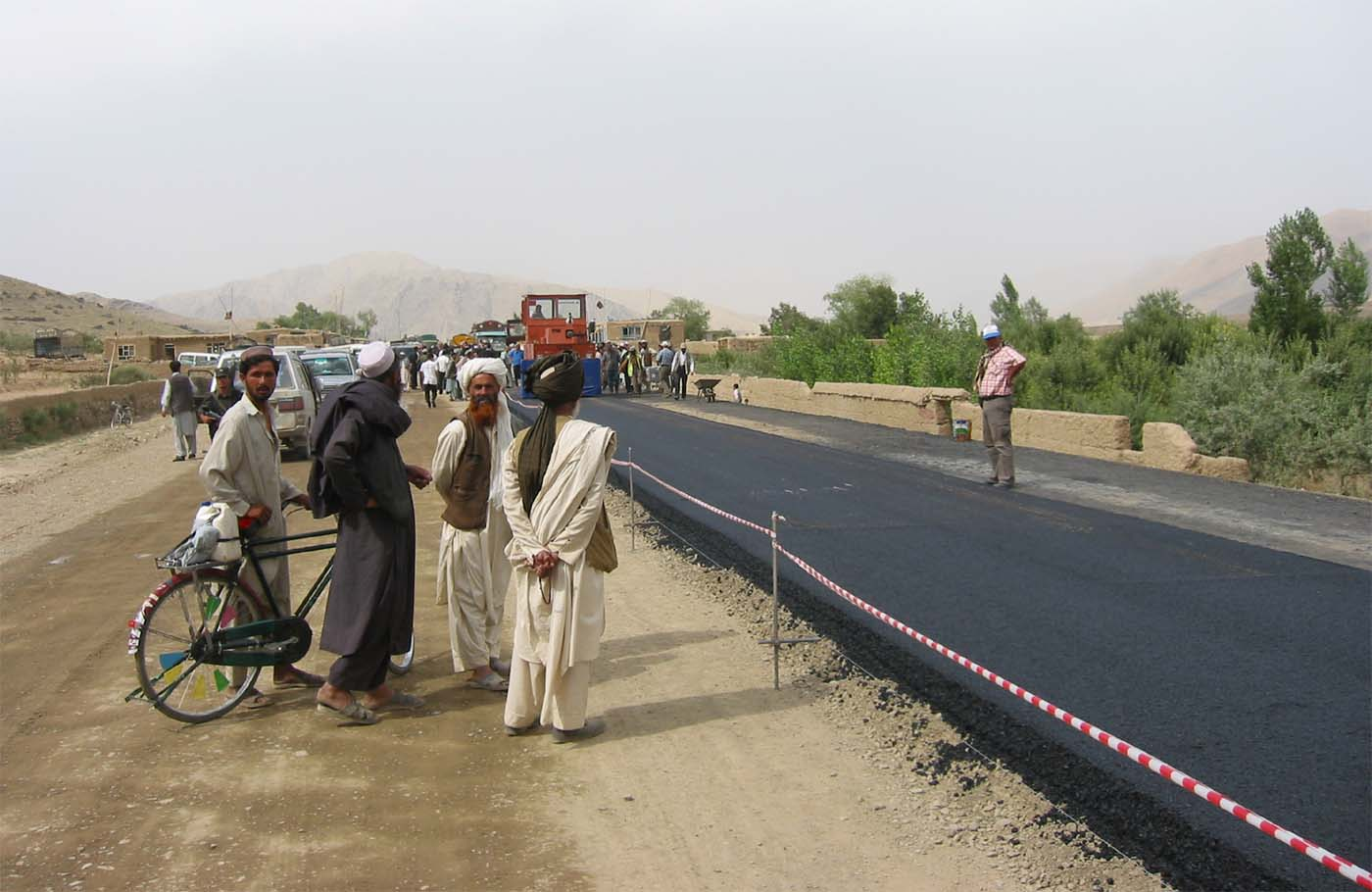
Asfaltado del tramo de la A1 entre Kabul y Kandahar en 2003.

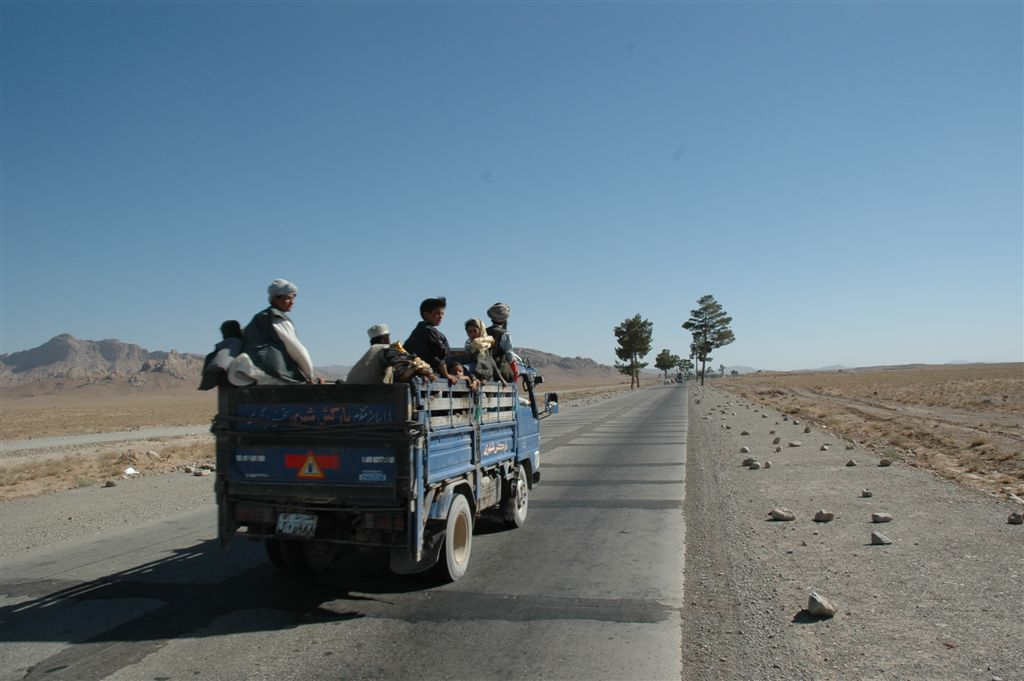
Tramo entre Kandahar y Herat en 2005.

La Ring Road (oficialmente denominada A1) es una carretera en construcción de un carril por sentido que circunvala todo Afganistán uniendo sus 32 provincias y capitales más importantes. El objetivo de esta vía asfaltada es lograr que el país, que carece de salida al mar, pueda explotar su ventaja geoestratégica como encrucijada en las relaciones comerciales entre Asia Central y Sudeste Asiático.
La carretera, de unos 3.000 km de longitud, se inició en la década de los 60 del siglo XX con la ayuda de Estados Unidos, que financió el tramo entre Kabul y Kandahar. Tras la invasión soviética los rusos tomaron el relevo en su construcción. Desde entonces las sucesivas guerras y la falta de mantenimiento la degradaron enormemente.
Desde el año 2000 se invirtieron más de 3.000 millones de dólares para su reconstrucción, aportados fundamentalmente por el Banco Asiático de Desarrollo, Estados Unidos y China entre otros. En la actualidad el último tramo que queda por construir, de unos 251 km de longitud, se encuentra en la provincia de Badghis y une Laman, en el límite con la provincia de Herat, con Qaisar, en la provincia de Faryab. Es un tramo técnicamente complejo al atravesar el cañón del valle del Murghab -la zona más poblada y rica de la provincia- a lo que se sumaba el acoso constante de la insurgencia talibán en un terreno muy favorable para los hostigamientos al Ejército Nacional Afgano (ANA) y a la Fuerza Internacional de Asistencia para la Seguridad (ISAF).
Con el fin de desalojar a los talibanes del valle del Murghab y proseguir en la construcción de la Ring Road, tomó especial importancia una ruta paralela situada al oeste, próxima a la frontera con Turkmenistán, denominada ruta Lithium en la nomenclatura de la OTAN. La ruta Lithium permitía avanzar tanto por el norte como por el sur del valle, facilitando el aislamiento y supresión de la defensa talibán por las fuerzas de la ISAF.
La finalización de la Ring Road fue un objetivo prioritario para la ISAF dentro de su estrategia contra la insurgencia talibán y la mejora de las condiciones de vida de la población afgana.